# Elena di Avalor
Elena di Avalor (Elena of Avalor) è una serie televisiva animata statunitense creata da Craig Gerber, sviluppata in computer grafica 3D dalla Walt Disney Pictures Television Animation Distribution e distribuita dalla Disney Junior Original Productions. Ha debuttato in Canada il 20 giugno 2016.
La serie è ambientata nello stesso universo di Sofia la principessa e introduce per la prima volta il personaggio di Elena, principessa di origine latine.
L'11 agosto 2016 è stata annunciata la produzione di una seconda stagione, e il 13 febbraio 2017 di una terza.
Uno special televisivo intitolato, Elena e il segreto di Avalor (Elena and the Secret of Avalor) è stato trasmesso il 20 novembre 2016 negli Stati Uniti. In Italia è andato in onda il 17 febbraio su Disney Junior e il 19 febbraio 2017 su Disney Channel.
Un secondo special televisivo intitolato, Elena di Avalor - Il regno dei Giagualati (Elena of Avalor: Realm of the Jaquins), è stato trasmesso negli Stati Uniti il 12 agosto 2017 e in Italia il 9 dicembre dello stesso anno.

## Trama
Per il suo quindicesimo compleanno, la giovane principessa Elena Castillo Flores, figlia dei sovrani del regno di Avalor, riceve in dono un amuleto magico in grado di proteggerla da ogni pericolo. La vita ad Avalor sembra scorrere tranquillamente, finché un giorno non giunge dalle Isole Settentrionali la terribile strega Shuriki che, nel tentativo di impossessarsi del palazzo e dello stesso regno, uccide i genitori della principessa Elena. Il benefico mago di corte, Alakazar, salva la vita della sorella minore di Elena, Isabel, e i suoi nonni, imprigionandoli in un quadro grazie ad un incantesimo. La strega, però, cerca di uccidere Elena, ma si salva grazie al suo amuleto, rifugiandosi al suo interno. Trovato l'amuleto, Alakazar, nel tentativo di liberare Elena parte alla ricerca di una principessa in grado di liberare la giovane, ma senza successo. Passati 41 anni, Elena viene infine liberata e, dopo aver salvato la sorella e i nonni dal quadro, sconfigge la malefica Shuriki, riappropriandosi nuovamente del suo ruolo di principessa ereditaria.
Dato che ha solo 16 anni, deve seguire la guida di un Gran Consiglio, composto dai suoi nonni, dal cugino maggiore, il Cancelliere Esteban, e da una nuova amica, Naomi Turner. Elena cerca anche sua sorella minore, Isabel, i suoi amici, il mago Mateo e il tenente della Guardia Reale, Gabe, uno spirito animale di nome Zuzo, e un trio di magiche creature volanti chiamate giagualati per guida e supporto.
Nella prima stagione, Elena si adatta alla sua nuova vita da principessa ereditaria, mentre impara a padroneggiare il potere del suo scettro. Alla fine della stagione, Elena apprende da Quita Moz degli uccelli del sole che presto dovrà affrontare un'oscurità e sarà messa alla prova per il suo coraggio e la sua leadership; se fallisce, non diventerà mai regina.
Elena trascorre la seconda stagione preparandosi per il suo test mentre affronta contemporaneamente Victor e Carla Delgado, che hanno collaborato con Shuriki, a cui sono stati ripristinati i poteri. Fa anche amicizia con le Sirene di Nueva Vista e chiede il loro aiuto per sconfiggere Shuriki.
Nella terza stagione, si scopre che il cugino di Elena, Esteban, ha partecipato all'acquisizione originale del regno da parte di Shuriki più di 41 anni prima, ed è stato bandito dal regno. Nel frattempo, a Elena vengono concessi nuovi poteri basati sulle emozioni dopo essere caduta in un pozzo di cristallo a Takaina. Trascorre la stagione preparandosi per la sua incoronazione come regina, imparando a controllare la sua magia emotiva e affrontando la malvagia matriarca dei Delgados, Ash.
Le avventure di Elena la portano a capire che il suo nuovo ruolo richiede premura, resilienza e compassione, le caratteristiche di tutti i veri grandi leader.

## Episodi
| Stagione         | Episodi | Prima TV USA | Prima TV Italia |
| ---------------- | ------- | ------------ | --------------- |
| Prima stagione   | 25      | 2016-2017    | 2016-2017       |
| Seconda stagione | 24      | 2017-2018    | 2018-2019       |
| Terza stagione   | 28      | 2019-2020    | 2021            |

## I cortometraggi
Il 14 ottobre 2017 vengono trasmessi su Disney Junior una serie di corti dal titolo Elena of Avalor: Adventures in Vallestrella (Elena di Avalor - Avventure nel Regno di Vallestrella, in italiano) in cui Elena e sua sorella minore Isabel aiutano dei piccoli giagualati  in Vallestrella. In Italia i corti sono su Disney+.
| nº | Titolo originale         | Titolo italiano                   | Prima TV USA    | Prima TV Italia |
| -- | ------------------------ | --------------------------------- | --------------- | --------------- |
| 1  | Flight of the Butterfrog | Il volo della ranarfalla          | 14 ottobre 2017 |                 |
| 2  | Human Nature             | Natura umana                      | 14 ottobre 2017 |                 |
| 3  | Sleeping Sunbird         | Il sonno dell'uccello del sole    | 14 ottobre 2017 |                 |
| 4  | Fast Food                | Il pasto veloce                   | 14 ottobre 2017 |                 |
| 5  | Peabunny Boogie          | Il ritmo del coniglio dei fagioli | 14 ottobre 2017 |                 |

## Personaggi e doppiatori

### Personaggi principali
- Principessa Elena Castillo Flores: protagonista della serie. Ha sedici anni ed è la principessa del regno di Avalor. Dopo essere stata liberata grazie all'amuleto ricevuto in regalo per il suo quindicesimo compleanno, scopre di aver acquisito la capacità di usare la magia e di poter vedere spiriti e fantasmi. La sua età va dai 16 ai 20 anni durante la serie (sebbene la sua età cronologica vada dai 57 ai 61 anni a causa del fatto che è rimasta intrappolata nell'amuleto per 41 anni). Ha difficoltà ad accettare consigli e spesso fa cose che vorrebbe fare senza ascoltare gli altri. A causa di essere stata intrappolata nell'amuleto, ha abilità magiche, come far brillare il suo scettro reale, vedere animali spirituali e parlare con i fantasmi ogni novembre nel Giorno dei Morti. Nella terza stagione, ottiene nuovi poteri magici che sono controllati dalle sue emozioni dopo essere caduta in un pozzo di cristallo a Takaina. In originale è doppiata da Aimee Carrero e in italiano da Elena Perino per la parte parlata, e da Ilaria De Rosa per la parte cantata.
- Principessa Isabel: È la sorellina di Elena ed è un'inventrice. È la secondogenita dei defunti genitori re Raul e regina Lucia, è anche un'inventrice. Isabel è molto intelligente e coraggiosa e assiste sua sorella quando ne ha bisogno. In originale è doppiata da Jenna Ortega e in italiano da Arianna Vignoli.
- Re Raul: è il padre di Elena e Isabel.
- Regina Lucia: è la madre di Elena e Isabel.
- Zuzo: È lo spirito-guida a forma di volpone del precedente mago di corte, Alakazar. Diventa lo spirito guida di Elena, che può vederlo e chiamarlo semplicemente dicendo il suo nome. In originale è doppiato da Keith Ferguson e in italiano da Paolo De Santis.
- Naomi: È la migliore amica di Elena e fa parte del Gran Consiglio. Suo padre è il Capitano Turner. In originale è doppiata da Jillian Rose Reed e in italiano da Joy Saltarelli per la parte parlata, e Claudia Paganelli per la parte cantata.
- Skylar: Il primo giagualato proveniente dal regno di Vallestrella è il figlio di Re Verago. In originale è doppiato da Carlos Alazraqui e in italiano da Marco Mete.
- Migs: Il secondo giagualato proveniente dal regno di Vallestrella. In originale è doppiato da Chris Parnell e in italiano da Angelo Maggi.
- Luna: La terza giagualata proveniente dal regno di Vallestrella. In originale è doppiata da Yvette Nicole Brown e in italiano da Laura Romano.
- Dulce: È la compagna di Migs e madre di Mingo, Zoom e Estrella. In originale è doppiata da Rosie Perez e in italiano da Tiziana Avarista.
- Mingo, Zoom e Estrella: Sono tre piccoli giagualati, figli di Migs e Dulce.
- Re Verago: È un giagualato, padre di Skylar e Nico. È il re del regno di Vallestrella. In originale è doppiato da André Sogliuzzo e in italiano da Roberto Draghetti.
- Nico: È un giagualato, fratello minore di Skylar. In originale è doppiato da Wilber Zaldivar e in italiano da Jacopo Castagna.
- Ciela
- Avion
- Capo Zephyr: È un giagualato, capotribù dei giagualati.
- Quita Moz: Oracolo di Vallestrella e uno degli ultimi uccelli del sole.
- Ixlan: Conosciuta come "Il soldato del fulmine", è un'antica guerriera e ultima rimasta dell'antico impero Maruviano. Oltre ad essere una formidabile e coraggiosa guerriera, indossa dei guanti magici che la rendono più forte, più veloce e le permettono di scatenare i fulmini.
- Gabe: È un amico di Elena e fa parte delle Guardie Reali del castello. In originale è doppiato da Jorge Diaz e in italiano da Alessandro Rigotti.
- Mateo: È un amico di Elena ed è il mago di corte, successore di Alakazar, che era suo nonno. In originale è doppiato da Joseph Haro e in italiano da Manuel Meli.
- Cancelliere Esteban: È il cugino di Elena e consigliere regale di Avalor. Nell'episodio speciale, Elena e il segreto di Avalor, esegue gli ordini della strega Shuriki per individuare la posizione della principessa Elena. In originale è doppiato da Christian Lanz e in italiano da Vittorio Guerrieri.
- Raymundo e Melinda: Una coppia di servitori sposati che serve la famiglia reale di Flores. Quando Shuriki uccide Raul e Lucia da 41 anni, mettono un panno nero per coprire il ritratto. Hanno continuato a servire Elena. In originale è doppiati da M. Emmet Walsh e Joan Collins e in italiano da Marco Mete e Graziella Polesinanti.
- Higgins: È un membro delle Guardie Reali del castello e fedele assistente personale del cancelliere Esteban. In originale è doppiato da Mikey Kelley e in italiano da Simone Crisari.
- Armando: È il servitore reale che aiuta Elena a salire al trono. In originale è doppiato da Joe Nunez e in italiano da Edoardo Stoppacciaro.
- Francisco: È il nonno di Elena, Isabel e Esteban. Fa parte del Gran Consiglio. In originale è doppiato da Emiliano Díez e in italiano da Renato Cortesi.
- Capitano Turner: È il capo del porto e padre di Naomi. In originale è doppiato da Rich Sommer e in italiano da Stefano Alessandroni.
- Doña Paloma: Esteban la descrive come una delle donne più influenti del regno di Avalor. In originale è doppiata da Constance Marie e in italiano da Barbara De Bortoli.
- Luisa: È la nonna di Elena, Isabel e Esteban. Fa parte del Gran Consiglio. In originale è doppiata da Julia Vera e in italiano da Doriana Chierici.
- Carmen: La sorella di Julio e co-proprietaria del Cafe Anjelica. In originale è doppiata da Justina Machado e in italiano da Valentina Mari.
- Jiku: In originale è doppiato da Lucas Grabeel e in italiano da Riccardo Suarez.
- Marlena: In originale è doppiata da Gaby Moreno e in italiano da Sara Labidi.
- Charoca: In originale è doppiato da Tituss Burgess e in italiano da Nanni Baldini.

### Antagonisti
- Shuriki: È una strega e antagonista principale della serie; il suo nome deriva dal termine giapponese che significa "strega potente". È stata lei a uccidere i genitori di Elena e intrappolarla nell'amuleto magico. Viene sconfitta dalla stessa Elena, aiutata da Sofia, la piccola principessa della serie animata, Sofia la principessa. In originale è doppiata da Jane Fonda (da adulta) e Lara Jill Miller (da bambina) e in italiano da Antonella Giannini (da adulta) e Tatiana Dessi (da bambina).
- Victor Delgado: Apparso per la prima volta nell'episodio, Il re del Carnevale, Victor è il padre di Carla, nonché un ladro bugiardo e sleale; nutre odio verso i due regni e la principessa Elena. Si allea insieme a Shuriki per impadronirsi e conquistare Avalor. In originale è doppiato da Lou Diamond Phillips (da adulto) e Max Charles (da bambino) e in italiano da Francesco Prando (da adulto) e Monica Bertolotti (da bambino).
- Carla Delgado: Apparsa in diversi episodi, è figlia di Victor Delgado; anch'essa brama odio verso i due regni e la principessa Elena. In originale è doppiata da Myma Velasco (da adolescente) e Madison Pettis (da bambina) e in italiano da Monica Volpe (da adolescente) e Monica Ward (da bambina).
- Ash Delgado: è la moglie di Victor e la madre di Carla, nonché una Malvaga, e la principale antagonista della terza stagione. In originale è doppiata da Grey Griffin e in italiano da
- Marimonda: Apparsa nell'episodio, Elena di Avalor - Il regno degli Giagualati, è una perfida Strega della Giungla Urbana che tenta di coprire i regni di Avalor e Vallestrella, ma viene sconfitta e catturata da Elena e i suoi amici che la imprigionano in un vaso. In originale è doppiata da Noël Wells e in italiano da Manuela Cenciarelli.
- Fiero: È uno stregone che appare nell'episodio Il mago di corte. È il nemico giurato di Alakazar, ed è l'antagonista secondario della serie. In originale è doppiato da Héctor Elizondo e in italiano da Michele Kalamera.
- Orizaba: È una fata-falena che desidera porta la notte eterna sul mondo. In originale è doppiata da Eden Espinosa e in italiano da Giovanna Rapattoni.
- Troyo: È un coyote che, nell'episodio "Il volo degli Giagualati", tentava di ingannare Elena e i giagualati, ma viene sconfitto. In originale è doppiato da Grant George e in italiano da Nanni Baldini.
- Chatana: È una strega alata, specializzata nel creare ed evocare mostri e creature magiche.
- Re Hector: È un re di un regno che, all'inizio sembrava un alleato della principessa Elena e i suoi amici, ma si rivela subito un impostore. In originale è doppiato da Jess Harnell e in italiano è da Roberto Pedicini.
- Le Quattro Ombre da Favola: noti all'inizio come le Ombre della Notte, sono un gruppo di quattro divinità malvagie che sono state imprigionate nel lato oscuro del mondo degli spiriti. Sono i nemici finali della terza stagione. Dopo essere stati liberati da Ash, hanno continuato a devastare Avalor fino a quando non sono stati fermati da Elena ed Esteban e sono tornati nel mondo degli spiriti. Le quattro ombre sono le seguenti:

1. Vuli: l'Ombra del Caos, toccando le persone può influenzare il loro comportamento, facendole agire in modo caotico e mettendo gli alleati l'uno contro l'altro. Il suo viso cambia a seconda delle sue emozioni; giallo per la felicità, blu per la tristezza e rosso per la rabbia. Vuli è verde con un corpo a blocchi, simile a una pietra. Ha un ventaglio di pietra sulla testa e spalline di pietra. Vuli è un personaggio selvaggio e irregolare che è incline a sbalzi d'umore. È molto schietto.
2. Yolo: l'Ombra dell'Animale, può trasformare qualsiasi creatura vivente, inclusi se stesso e altre persone, in qualsiasi altro tipo di creatura vivente desideri. Lo fa colpendo la sua vittima con una palla di fiamme blu. Yolo è una piccola creatura simile a una scimmia blu. Ha una lunga coda prensile, grandi sopracciglia e piume che gli crescono dalla parte posteriore della testa. Yolo è un individuo compiaciuto, ma gioviale.
3. Hetz: l'Ombra del Cielo, le sue abilità includono il cambiamento del tempo e l'evocazione di fulmini. Hetz è un uomo grande, grosso, paffuto con la pelle arancione. Indossa un grande copricapo piumato e un paio di orecchini di pietra. Ha anche un monociglio. Hetz è il tipo forte e silenzioso. È un tipo senza fronzoli.
4. Cahu: l'Ombra del Tempo, ha il potere di rallentare il flusso del tempo stesso, incluso rallentare le persone per metterle in uno stato di impotenza e rallentare gli attacchi per evitarli. Usando un singolo granello di sabbia della sua clessidra, può trasformare persone e oggetti in murales di pietra. Può anche levitare. La sua clessidra è la fonte del suo potere. Cahu appare come una giovane donna con la pelle color lavanda, lunghi capelli viola e tatuaggi viola sulle braccia. Indossa un vestito viola, insieme a una tiara d'oro, una collana d'oro e braccialetti d'oro. Viene rivelato che quando la fonte del suo potere (una clessidra magica) viene rimossa, torna alla sua vera età, una giovane ragazza. Cahu è calma e raccolta. È nota per parlare lentamente.

### Altri personaggi
- Alakazar: Era un saggio e benevolo stregone e nonno di Mateo. Quando una malefica strega proveniente dalle Isole Settentrionali di nome Shuriki attaccò il Regno di Avalor e uccise il re Raul e la regina Lucia, Alakazar usò l'incantesimo di confinamento per proteggere gli altri membri della famiglia reale inserendoli in una pittura incantata. Mandò, in seguito, un messaggio per la piccola principessa Sofia, chiedendole di trovare e aiutare Elena a riconquistare il suo regno. Anch'egli è comparso nel primo episodio della serie e compare anche nell'episodio speciale, Elena e il segreto di Avalor. In originale è doppiato da André Sogliuzzo e in italiano da Dario Penne.
- Principessa Sofia: È la piccola principessa della Reale Accademia del Regno di Incantia, e migliore amica (dopo Naomi) di Elena; è stata lei a liberare Elena dall'amuleto dopo 41 anni. Aiuta Elena a riconquistare Avalor e a sconfiggere Shuriki. Comparsa anche nell'episodio speciale, Elena e il segreto di Avalor. In originale è doppiata da Ariel Winter e in italiano da Agnese Marteddu.